# Nikolai Timofejewitsch Antoschkin

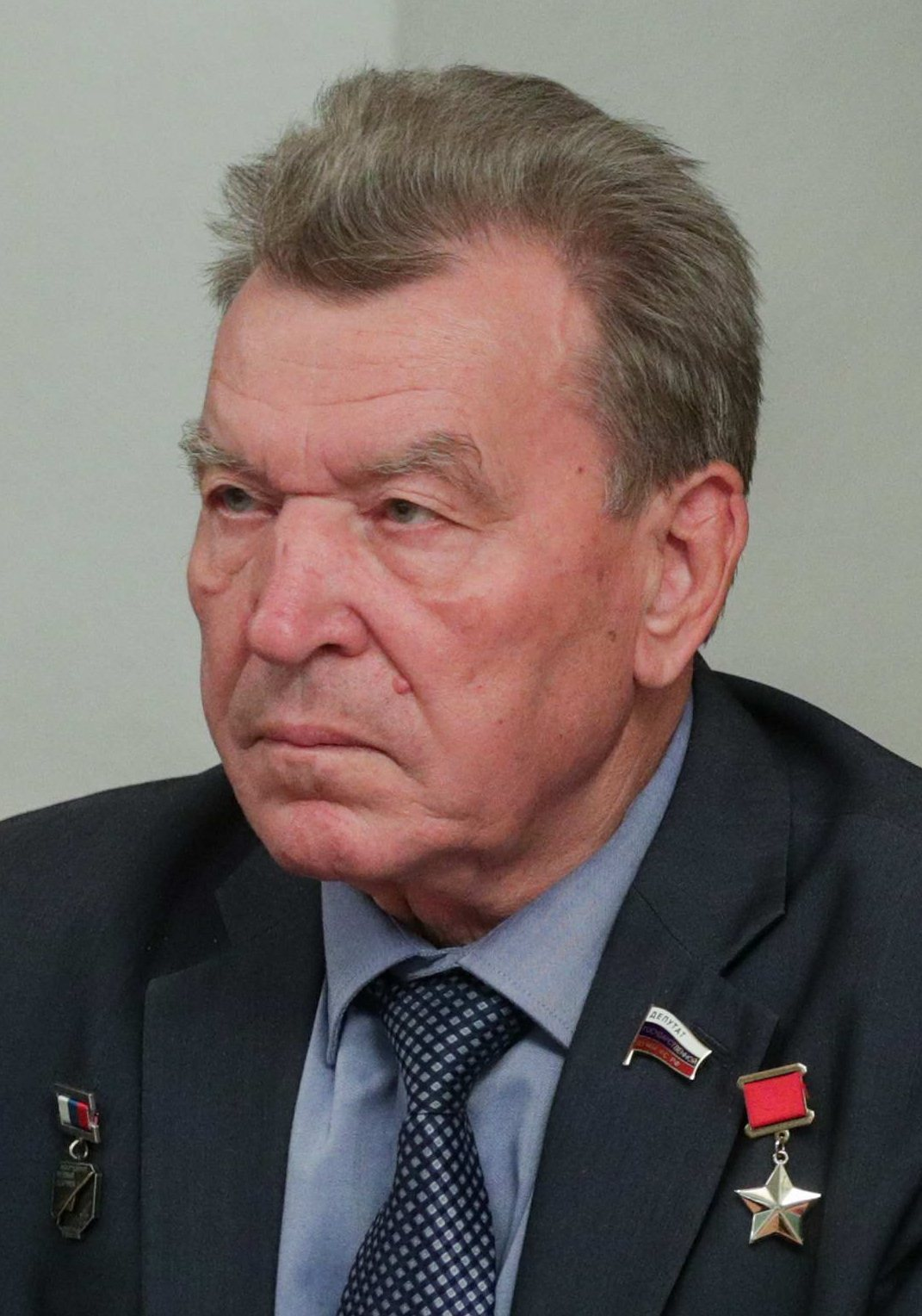
Nikolai Antoschkin (2019)

Nikolai Timofejewitsch Antoschkin (russisch Николай Тимофеевич Антошкин; * 19. Dezember 1942 in Kusminowka, Baschkirische ASSR, RSFSR, Sowjetunion; † 17. Januar 2021 in Moskau) war ein sowjetischer bzw. russischer Offizier (zuletzt Generaloberst der Luftstreitkräfte), Held der Sowjetunion und Politiker (Einiges Russland).

## Leben
Nikolai Antoschkin wurde am 19. Dezember 1942 im Dorf Kusminowka im heutigen Fjodorowski rajon in der damaligen Baschkirischen Autonomen Sozialistischen Sowjetrepublik (heute Baschkortostan) als Nachkomme einer mokschanischen Familie geboren und schloss im Jahr 1960 die Schule ab. Antoschkin wurde im August 1961 in die Armee einberufen und schloss 1965 die Höhere Militärschule für Piloten in Orenburg ab.
Nach seiner Fliegerausbildung diente er von 1965 bis 1969 als Militärpilot und war Abteilungskommandant sowie Staffelchef eines Fliegerregiments des Belarussischen Militärbezirks in der Region Grodno. Dort steuerte er die Flugzeugmuster Il-28 und Jak-28.
In den Jahren 1969 und 1970 war er Kommandeur eines Aufklärungsregiments im fernöstlichen Kriegsschauplatz und war an den Grenzauseinandersetzungen zwischen der Volksrepublik China und der Sowjetunion involviert.
Im Jahr 1969 wurde er zum Hauptmann befördert und 1973 zum Major, zuvor hatte Antoschkin einen Lehrgang an der Militärakademie der Luftstreitkräfte abgeschlossen. 1975 erfolgte die Beförderung zum Oberstleutnant und 1979 wurde er nach Eberswalde zur Gruppe der sowjetischen Streitkräfte in Deutschland abberufen, wo er im selben Jahr zum Oberst befördert wurde. Zwei Jahre später, im Jahr 1983, erlangte Antoschkin einen Abschluss an der Militärakademie des Generalstabes der sowjetischen Streitkräfte.
Ende April 1985 wurde er zum Generalmajor befördert. Bereits einen Monat zuvor, im März 1985, wurde Antoschkin zum Chef des Luftwaffenstabes des Kiewer Militärbezirkes ernannt, was er bis August 1988 bleiben sollte. In dieser Funktion wurde er Ende April 1986 in das Unglück von Tschernobyl verwickelt. Antoschkin gab am 26. April 1986 den Befehl, in den noch brennenden Reaktorblock 4 zehn Tonnen Bor und 80 Tonnen Sand zu schütten, um den Brand unter Kontrolle zu bekommen und organisierte hierfür mehrere Helikopterflüge, die sich bis zum 5. Mai 1986 hinzogen. Für seine Verdienste erhielt er am 24. Dezember 1986 den Leninorden und wurde als Held der Sowjetunion ausgezeichnet. 1989 wurde Antoschkin Kommandeur der Luftstreitkräfte im Moskauer Militärbezirk und ein Jahr später zum Generalleutnant befördert. 1994 wurde er zum Generaloberst befördert und im Herbst 1998 in den Ruhestand verabschiedet.
Seit 2002 war Antoschkin der Vorsitzende des Vereins der Helden der Sowjetunion und in den Jahren 2014 bis 2016 Abgeordneter der Duma für die kremlnahe Partei Einiges Russland.
Nikolai Antoschkin starb im Januar 2021 an einer COVID-19-Infektion und wurde auf dem Militärgedenkfriedhof der Russischen Föderation beerdigt. Er war bis zu seinem Tod mit Tatjana Sergejewna verheiratet und hatte einen Sohn (* 1967) und eine Tochter (* 1975).

## Auszeichnungen und Ehrungen (Auswahl)
→Quelle
- Held der Sowjetunion (24. Dezember 1986)
- Verdienstorden für das Vaterland, 4. Klasse (19. Oktober 2013, 28. August 1995)
- Leninorden (24. Dezember 1986)
- Orden „Für den Dienst am Vaterland in den Streitkräften der UdSSR“, 2. Klasse (28. November 1991, 22. Februar 1977)
- Medaille „Für den Schutz der Staatsgrenze der UdSSR“
- Medaille „20. Jahrestag des Sieges im Großen Vaterländischen Krieg 1941–1945“ (1965)
- Medaille „50. Jahrestag des Sieges im Großen Vaterländischen Krieg 1941–1945“ (1995)
- Medaille „Veteran der Streitkräfte der UdSSR“ (1987)
- Medaille „50 Jahre Streitkräfte der UdSSR“ (1968)
- Medaille „60 Jahre Streitkräfte der UdSSR“ (1978)
- Medaille „70 Jahre Streitkräfte der UdSSR“ (1988)
- Medaille „Für einwandfreien Dienst“, dreimal (1971, 1977, 1982)
- Medaille „Festigung der Waffenbrüderschaft“ (1988)
- Medaille „Zum 1500-jährigen Jubiläum Kiews“
- Verdienter Militärflieger der Russischen Föderation (22. Februar 1993)
- Schukow-Medaille